# Biniali
Biniali és un llogaret del municipi de Sencelles, al Pla de Mallorca. És el segon nucli urbà del terme en població després del poble de Sencelles. Aquest poble, antiga alqueria islàmica, està situat a l'esquerra del torrent Solleric.
Les festes patronals del poble són dia 10 de juliol, dia de Sant Cristòfol. Un dels actes més tradicionals de les festes és la beneïda de cotxes i més automòbils que es fa, ja que sant Cristòfol és el patró dels conductors.